# Cheirogaleus crossleyi
Chirogale de Crossley
Espèce
Répartition géographique
Statut de conservation UICN

 VU  : Vulnérable
Statut CITES
Cheirogaleus crossleyi, de nom commun chirogale de Crossley, est une espèce de mammifères africaine, de l'ordre des primates, de la famille des cheirogaleidés.

## Description
Cheirogaleus crossleyi a une longueur de corps de 22 à 26 centimètres et une longueur de queue de 21 à 27 cm. Le poids est de 370 à 458 grammes et est probablement soumis à des fluctuations saisonnières. La fourrure est de couleur brun rougeâtre sur le dos, le dessous est gris clair. La tête est arrondie, les yeux sont entourés de cercles noirs bien visibles sous les yeux, les oreilles sont couvertes de fourrure sombre à l'intérieur et à l'extérieur.

## Répartition
Comme tous les lémuriens, Cheirogaleus crossleyi n'est présent qu'à Madagascar. Son aire est fragmentée et mal connue. Il est plus à l'ouest et donc plus à l'intérieur des terres de l'aire de répartition de Cheirogaleus major. On a trouvé Cheirogaleus crossleyi notamment au lac Alaotra, dans le parc national d'Andasibe-Mantadia, dans l'Imerina et au nord près de Sambava et de Vohémar.
L'habitat se compose de forêts tropicales jusqu'à une altitude de 1 800 m. Les animaux sont absents des forêts et plantations gravement altérées par l'homme.

## Comportement
On sait peu de choses sur leur mode de vie, il correspond vraisemblablement à celui de Cheirogaleus major. Ainsi ils sont nocturnes, vivent dans les arbres et hibernent dans un nid pendant la saison sèche d'avril à septembre. Pour ce faire, ils créent une réserve de graisse dans la queue pendant la saison des pluies. L'utilisation d'une cavité d'arbre n'a été observée qu'une seule fois.